# Uryū Sotokichi
Uryū Sotokichi est un nom japonais traditionnel ; le nom de famille (ou le nom d'école), Uryū, précède donc le prénom (ou le nom d'artiste).
Le baron Uryū Sotokichi (島村 速雄) (2 janvier 1857 - 11 novembre 1937) est un amiral de la marine impériale japonaise, célèbre pour ses actions durant la guerre russo-japonaise lors de la bataille de Chemulpo et la bataille de Tsushima.

## Biographie
Né dans une famille samouraï du domaine de Kaga (actuelle préfecture d'Ishikawa), Uryū devient l'un des premiers cadets de l'Académie navale impériale du Japon mais n'en sort pas diplômé. Il part étudier à l'Académie navale d'Annapolis aux États-Unis le 9 juin 1875 et rentre au Japon le 2 octobre 1881.
Nommé lieutenant, il sert sur divers navires durant les années 1880, comme la corvette Kaimon (en), le cuirassé Fusō (en), et le Nisshin (en). Le 23 juin 1891, il assume son premier commandement sur la canonnière Akagi (en). Promu capitaine en 1891, il est attaché naval en France du 5 septembre 1892 au 31 août 1896.
Au début de la première guerre sino-japonaise, Uryū est brièvement aux commandes du nouveau croiseur Akitsushima, puis du Fusō.
Le 28 décembre 1897, Uryū passe en cour martiale pour une collision dans la mer intérieure de Seto durant une tempête entre les croiseurs Itsukushima (en) et Matsushima (en), et est condamné à trois mois de prison le 5 avril 1898. Cependant, cela n'affecte pas sa carrière et il est nommé capitaine du Matsushima  le 1er février 1899 puis du cuirassé Yashima (en) le 16 juin 1898. Il devient contre-amiral et chef de l'État-major de la marine impériale japonaise le 21 mai 1900.

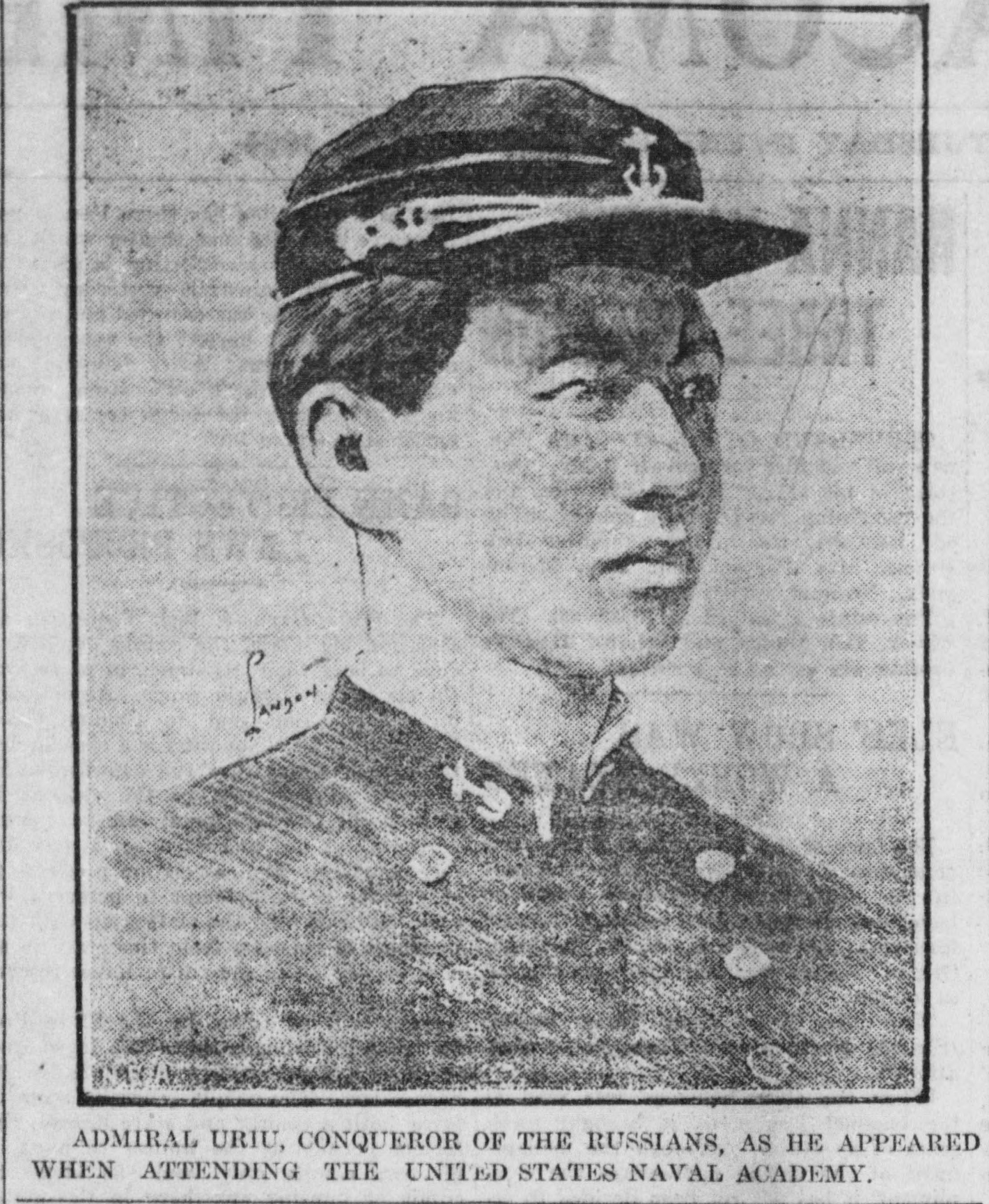
Uryū en uniforme de l'Académie navale d'Annapolis.

Uryū est promu vice-amiral le 6 juin 1904. Durant la guerre russo-japonaise, il commande la seconde escadre à la bataille de Chemulpo, qui voit la destruction du croiseur russe Varyag et de la canonnière Korietz (en). Pour ses services, il est décoré de l'ordre du Soleil levant (1re classe) et de l'ordre du Milan d'or (2e classe) en 1906.
Il est nommé commandant du district naval de Sasebo le 22 novembre 1906 et reçoit le titre de baron (danshaku) selon le système de noblesse kazoku le 21 septembre 1907.
Nommé commandant du district naval de Yokosuka le 1er décembre 1909, Uryū devient amiral le 16 octobre 1912. Il est le représentant officiel du Japon aux cérémonies d'ouverture du canal de Panama en 1912. De 1922 à 1925, il siège à la Chambre des pairs de la Diète du Japon. Il entre dans la réserve en 1927 et meurt en 1937.
Sa tombe se trouve au cimetière d'Aoyama à Tokyo. Il était un partisan de longue date de meilleures relations avec les États-Unis.